# Тирлова Балка
Ти́рлова Ба́лка — село в Україні, в Устинівській селищній громаді Кропивницького району Кіровоградської області. Населення становить 219 осіб.

## Географія
На північно-західній околиці села бере початок Балка Тирлова.

## Населення
Згідно з переписом УРСР 1989 року чисельність наявного населення села становила 264 особи, з яких 119 чоловіків та 145 жінок.
За переписом населення України 2001 року в селі мешкало 219 осіб.

### Мова
Розподіл населення за рідною мовою за даними перепису 2001 року:
| Мова       | Відсоток |
| ---------- | -------- |
| українська | 97,26 %  |
| російська  | 2,28 %   |
| білоруська | 0,46 %   |

## Відомі люди
- Молозовенко Віталій Володимирович (1995—2019) — старший солдат Збройних сил України, учасник російсько-української війни.